# Ulryka Eleonora Wittelsbach
Ulryka Eleonora Wittelsbach (ur. 23 stycznia 1688 r. w Sztokholmie, zm. 24 listopada 1741 r. tamże) – królowa Szwecji w latach 1718–1720, siostra Karola XII.
Urodziła się jako najmłodsze dziecko swoich rodziców. Imiona otrzymała po matce. Po śmierci Karola XII w 1718 r. zgłosiła pretensje do tronu przeciwko swojemu siostrzeńcowi - Karolowi Fryderykowi, księciu Holstein-Gottorp - jedynemu synowi jej starszej siostry. Dyskusje na temat sukcesji tronu zakończyły się na korzyść Ulryki Eleonory, kiedy zgodziła się na obalenie monarchii absolutnej. W 1720 r. abdykowała na korzyść swojego męża - Fryderyka, langrafa heskiego na Kassel i Homburgu.

## Młodość
Ulryka Eleonora większość swojego życia żyła w cieniu innych; jej królewskiego brata i jej pięknej siostry, która była nieformalną następczynią tronu. W 1700 postanowiono wydać ją za mąż za Fryderyka Wilhelma I Pruskiego, ale z tych planów nic nie wyszło. Podczas nieobecności Karola XII w czasie III wojny północnej, księżniczka opiekowała się swoją dominującą babką - królową Jadwigą Eleonorą Holstein-Gottorp, a jej starsza siostra - księżniczka Jadwiga Zofia, księżna Holstein-Gottorp, była następczynią tronu.
Sytuacja Ulryki Eleonory zmieniła się, kiedy w 1708 r. jej starsza siostra zmarła. Jej brat odmówił ożenku, a Ulryka Eleonora pozostała jedyną członkinią rodu królewskiego w Szwecji. W 1713 r. została regentką, ale stała się pionkiem partii walczących o władzę. Wahano się kogo uczynić następcą tronu; Ulrykę Eleonorę czy jej bratanka. Mianowanie jej regentką i przewodniczącą parlamentu spotkało się jednak z dużym entuzjazmem - parlament był w opozycji do Karola XII, który nie chciał obalenia monarchii absolutnej.
W 1715 r. po śmierci babki, Ulryka Eleonora została pierwszą damą na dworze królewskim i to był jeden z najszczęśliwszych okresów w jej życiu. W tym samym roku wyszła za mąż. Ulryka Eleonora zakochała się w swoim mężu, a on chciał użyć jej jako pionka i dzięki niej zdobyć władzę. Fryderyk natychmiast zaczął pracę nad uznaniem swojej żony oficjalną następczynię tronu. W Szwecji uformowały się dwie rywalizujące partie; Heska i Gottorp. W czasie trwania ich małżeństwa Fryderyk miał liczne kochanki, a nawet oficjalną metresę - Jadwigę Taube.

## Panowanie
Karol XII zginął 30 listopada 1718 r. podczas oblężenia twierdzy Fredriksten w Norwegii. Nie pozostawił potomstwa, więc rządy po nim objęła Ulryka Eleonora. 17 marca 1719 r. w Uppsali została koronowana na królową Szwecji. 21 stycznia 1720 r. odstąpiła Prusom „na wieczność”, za kwotę 2 milionów talarów, Szczecin wraz z ziemiami między Odrą a Pianą z wyspami Wolin i Uznam oraz ujściami Świny i Dziwny, Zalewem Szczecińskim i Odrą.
Została zmuszona przez przywódcę partii oligarchicznej (partia czapek) Arvida Horna do abdykacji na rzecz swojego męża Fryderyka I. Abdykowała 29 lutego 1720 r. 
Zmarła na ospę w 1741 r. 

## Przodkowie
| Prapradziadkowie                                         | Jan I Wittelsbach (1550-1604) ∞1579 Magdalena Jülich-Klewe-Berg (1553-1633)                               | król Szwecji Karol IX Waza (1550-1611) ∞1579 Anna Maria Wittelsbach (1561-1589)                           | Jan Adolf Holstein-Gottorp (1575-1616) ∞1596 Augusta Oldenburg (1580-1639)                                | elektor Saksonii Jan Jerzy I Wettyn (1585-1656) ∞1607 Magdalena Sybilla Hohenzollern (1586-1659)          | król Danii Fryderyk II Oldenburg (1534-1588) ∞1572 Zofia Meklemburska (1557-1631)                 | elektor Brandenburgii Joachim Fryderyk Hohenzollern (1546-1608) ∞1570 Katarzyna Hohenzollern (1549-1602) | Wilhelm Braunschweig-Lüneburg (1535-1592) ∞1561 Dorota Oldenburg (1546-1617)                      | Ludwik Hessen-Darmstadt (1577-1626) ∞1598 Magdalena Hohenzollern (1582-1616)                      |
| Pradziadkowie                                            | Jan Kazimierz Wittelsbach (1589-1652) ∞1615 Katarzyna Wazówna (1584-1638)                                 | Jan Kazimierz Wittelsbach (1589-1652) ∞1615 Katarzyna Wazówna (1584-1638)                                 | Fryderyk III Holstein-Gottorp (1597-1659) ∞1630 Maria Elżbieta Wettyn (1610-1684)                         | Fryderyk III Holstein-Gottorp (1597-1659) ∞1630 Maria Elżbieta Wettyn (1610-1684)                         | król Danii Chrystian IV Oldenburg (1577-1648) ∞1597 Anna Katarzyna Hohenzollern (1575-1612)       | król Danii Chrystian IV Oldenburg (1577-1648) ∞1597 Anna Katarzyna Hohenzollern (1575-1612)              | Jerzy Braunschweig-Calenberg (1582-1641) ∞1617 Anna Eleonora Hessen-Darmstadt (1601-1659)         | Jerzy Braunschweig-Calenberg (1582-1641) ∞1617 Anna Eleonora Hessen-Darmstadt (1601-1659)         |
| Dziadkowie                                               | król Szwecji Karol X Gustaw Wittelsbach (1622-1660) ∞1654 Jadwiga Eleonora z Holstein-Gottorp (1636-1715) | król Szwecji Karol X Gustaw Wittelsbach (1622-1660) ∞1654 Jadwiga Eleonora z Holstein-Gottorp (1636-1715) | król Szwecji Karol X Gustaw Wittelsbach (1622-1660) ∞1654 Jadwiga Eleonora z Holstein-Gottorp (1636-1715) | król Szwecji Karol X Gustaw Wittelsbach (1622-1660) ∞1654 Jadwiga Eleonora z Holstein-Gottorp (1636-1715) | król Danii Fryderyk III Oldenburg (1609-1670) ∞1643 Zofia Amalia Braunchweig-Lüneburg (1628-1685) | król Danii Fryderyk III Oldenburg (1609-1670) ∞1643 Zofia Amalia Braunchweig-Lüneburg (1628-1685)        | król Danii Fryderyk III Oldenburg (1609-1670) ∞1643 Zofia Amalia Braunchweig-Lüneburg (1628-1685) | król Danii Fryderyk III Oldenburg (1609-1670) ∞1643 Zofia Amalia Braunchweig-Lüneburg (1628-1685) |
| Rodzice                                                  | król Szwecji Karol XI Wittelsbach (1655-1697) ∞1680 Ulryka Eleonora Oldenburg (1656-1693)                 | król Szwecji Karol XI Wittelsbach (1655-1697) ∞1680 Ulryka Eleonora Oldenburg (1656-1693)                 | król Szwecji Karol XI Wittelsbach (1655-1697) ∞1680 Ulryka Eleonora Oldenburg (1656-1693)                 | król Szwecji Karol XI Wittelsbach (1655-1697) ∞1680 Ulryka Eleonora Oldenburg (1656-1693)                 | król Szwecji Karol XI Wittelsbach (1655-1697) ∞1680 Ulryka Eleonora Oldenburg (1656-1693)         | król Szwecji Karol XI Wittelsbach (1655-1697) ∞1680 Ulryka Eleonora Oldenburg (1656-1693)                | król Szwecji Karol XI Wittelsbach (1655-1697) ∞1680 Ulryka Eleonora Oldenburg (1656-1693)         | król Szwecji Karol XI Wittelsbach (1655-1697) ∞1680 Ulryka Eleonora Oldenburg (1656-1693)         |
| Ulryka Eleonora Wittelsbach (1688-1741), królowa Szwecji | | | | |                                                                                                   | |                                                                                                   |                                                                                                   |